# Sentier principal des Beskides
Pour les articles homonymes, voir GSB.
Le Sentier principal des Beskides Kazimierz Sosnowski (pol. Główny Szlak Beskidzki imienia Kazimierza Sosnowskiego, « GSB ») est un sentier touristique de randonnée marqué en rouge qui mène d’Ustroń dans le Beskid silésien à Wołosate dans les Bieszczady.
Le sentier le plus long dans les montagnes polonaises, il compte environ 496 km de longueur, il traverse le Beskid silésien (Beskid Śląski), le Beskid de Żywiec (Beskid Żywiecki), les Gorce, le Beskid Sądecki, le Bas Beskid (Beskid Niski) et les Bieszczady. En parcourant les parties les plus hautes des Beskides polonais il permet à accéder au: Stożek Wielki (en tchèque Velký Stožek), Barania Góra, Babia Góra, Polica, Turbacz, Lubań, Przehyba, Radziejowa, Jaworzyna - Krynicka, Rotunda, Cergowa, Chryszczata, Smerek et Halytch ainsi qu’aux localités comme : Ustroń, Węgierska Górka, Jordanów, Rabka-Zdrój, Krościenko nad Dunajcem, Rytro, Krynica-Zdrój, Iwonicz-Zdrój, Rymanów-Zdrój, Komańcza, Cisna, Ustrzyki Górne, etc.
Le Sentier principal des Beskides a été créé pendant l'Entre-deux-guerres. Le parcours de la partie occidentale (Ustroń-Krynica) a été conçu par Kazimierz Sosnowski et il a été fini en 1929. La partie orientale, selon le projet de Mieczysław Orłowicz, a été finie en 1935 et elle a mené jusqu'à Tchornohora qui se trouvait à l'époque dans les frontières de Pologne. Dans les années 1935-1939 il a porté le nom de Józef Piłsudski.

## Galerie

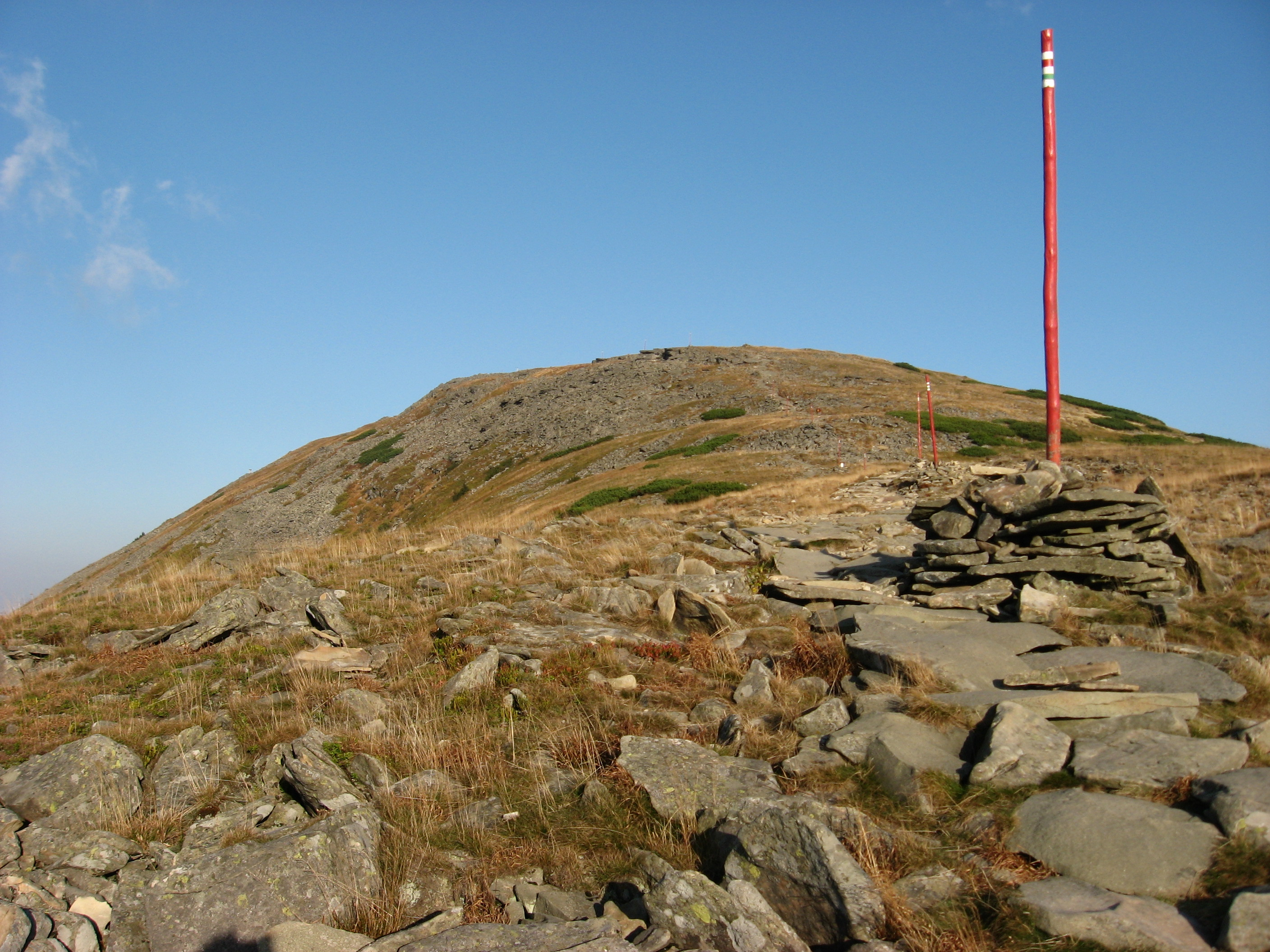
Le sommet de Babia Góra (1725 m, le point culminant du sentier)
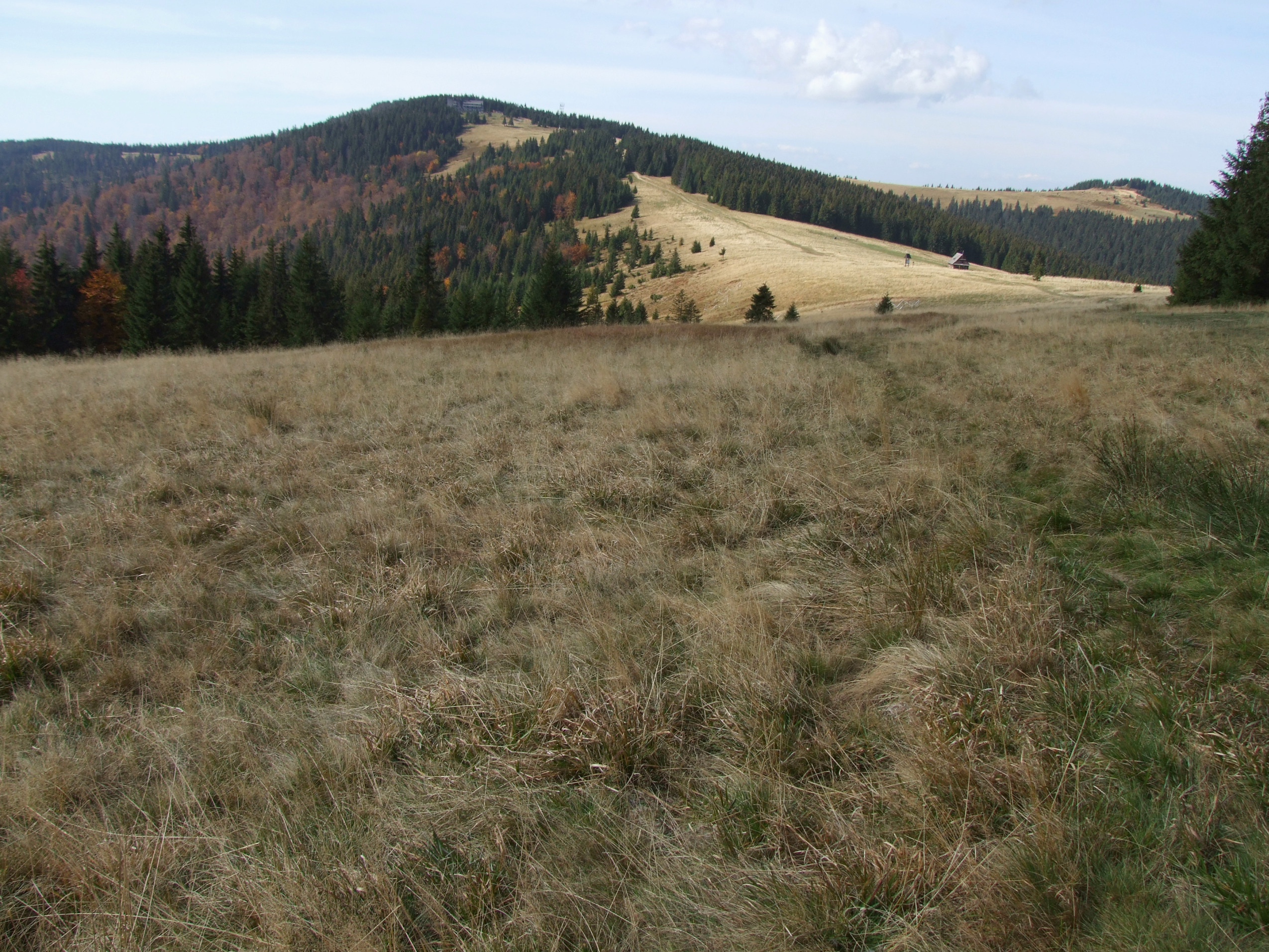
Turbacz et Hala Długa ("l'alpage long")
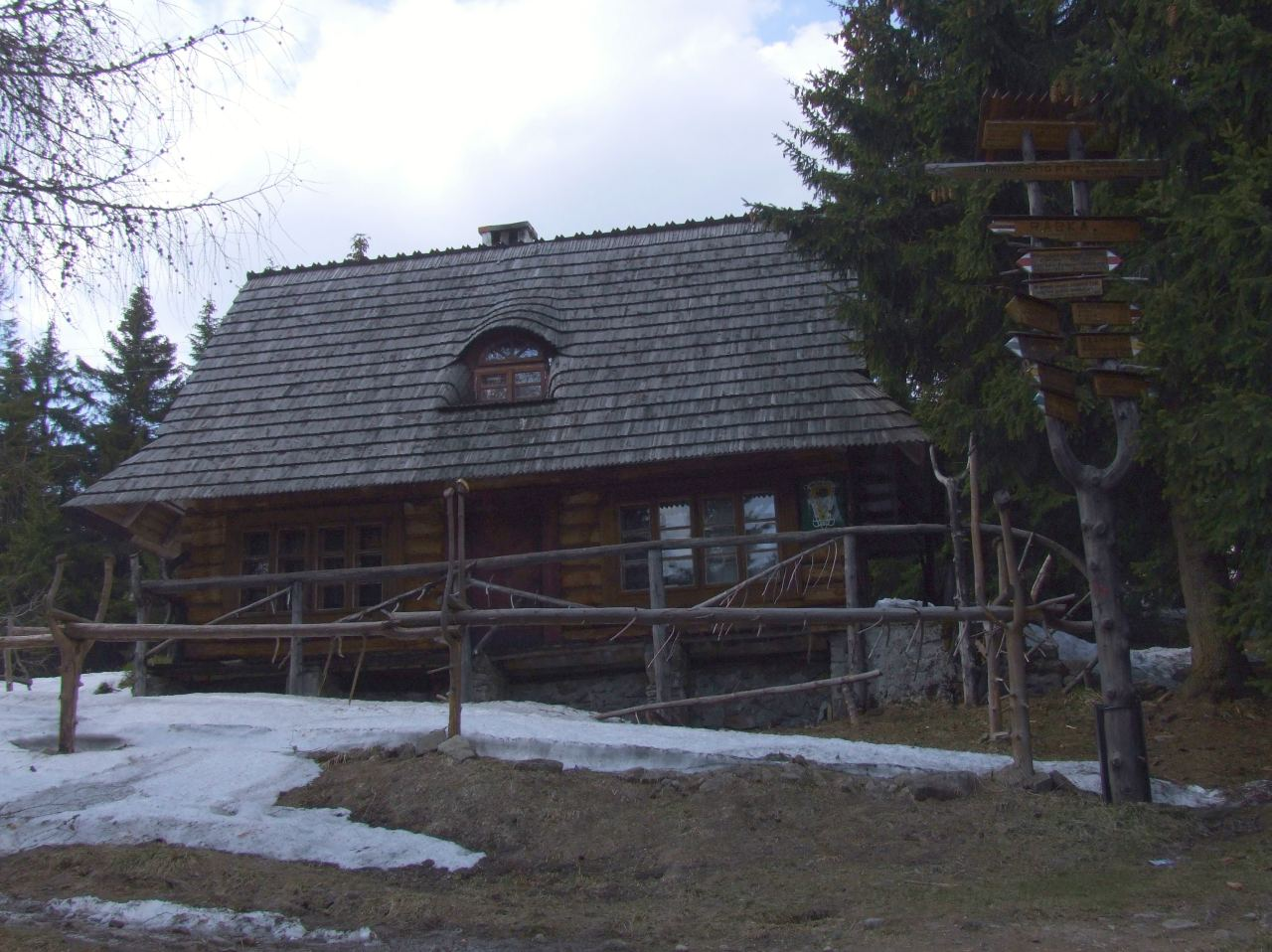
Le bâtiment du PTTK (Association touristique polonaise) à Turbacz (les Gorce)
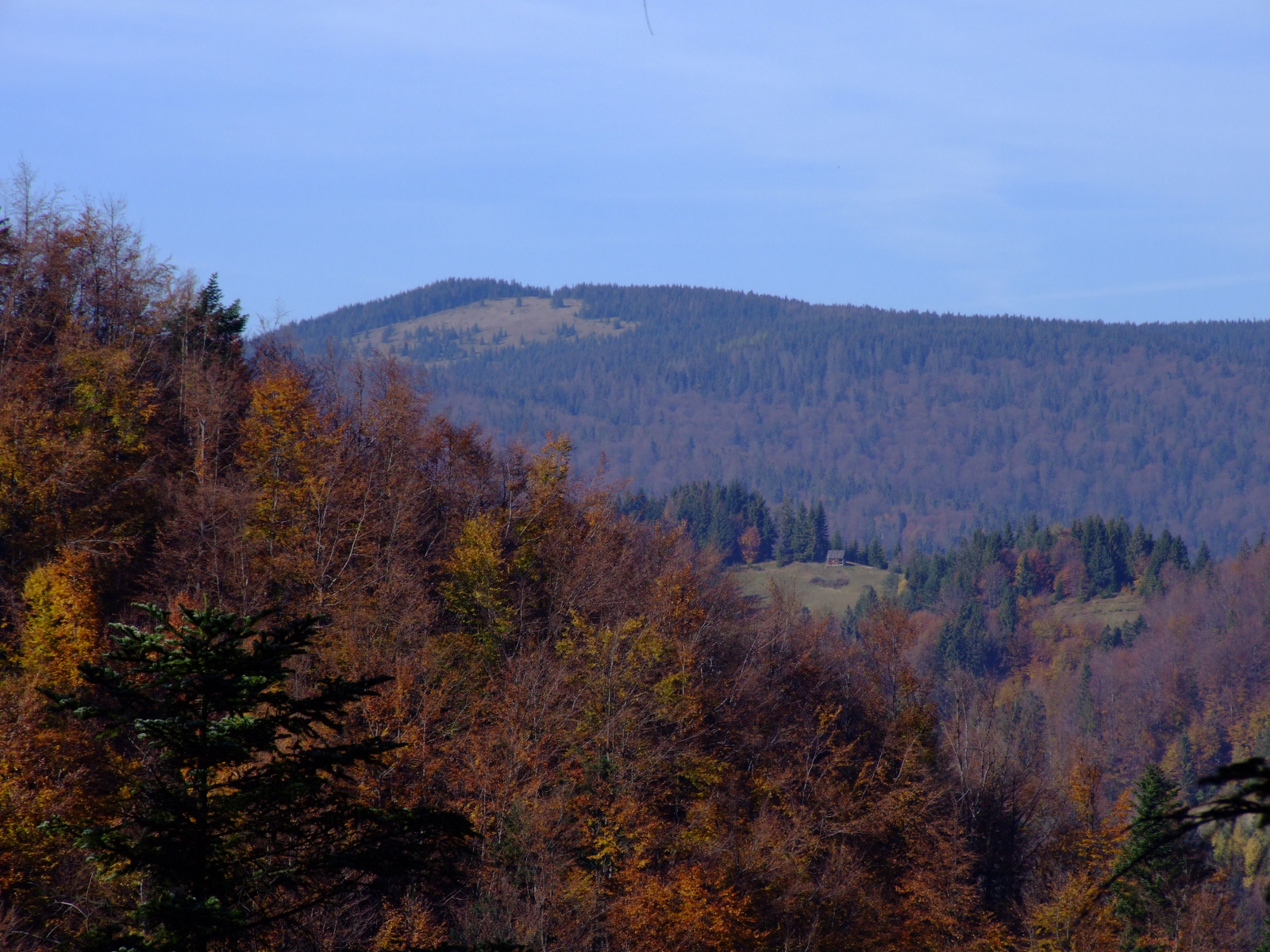
La vue à Kiczora de la crête de Lubań
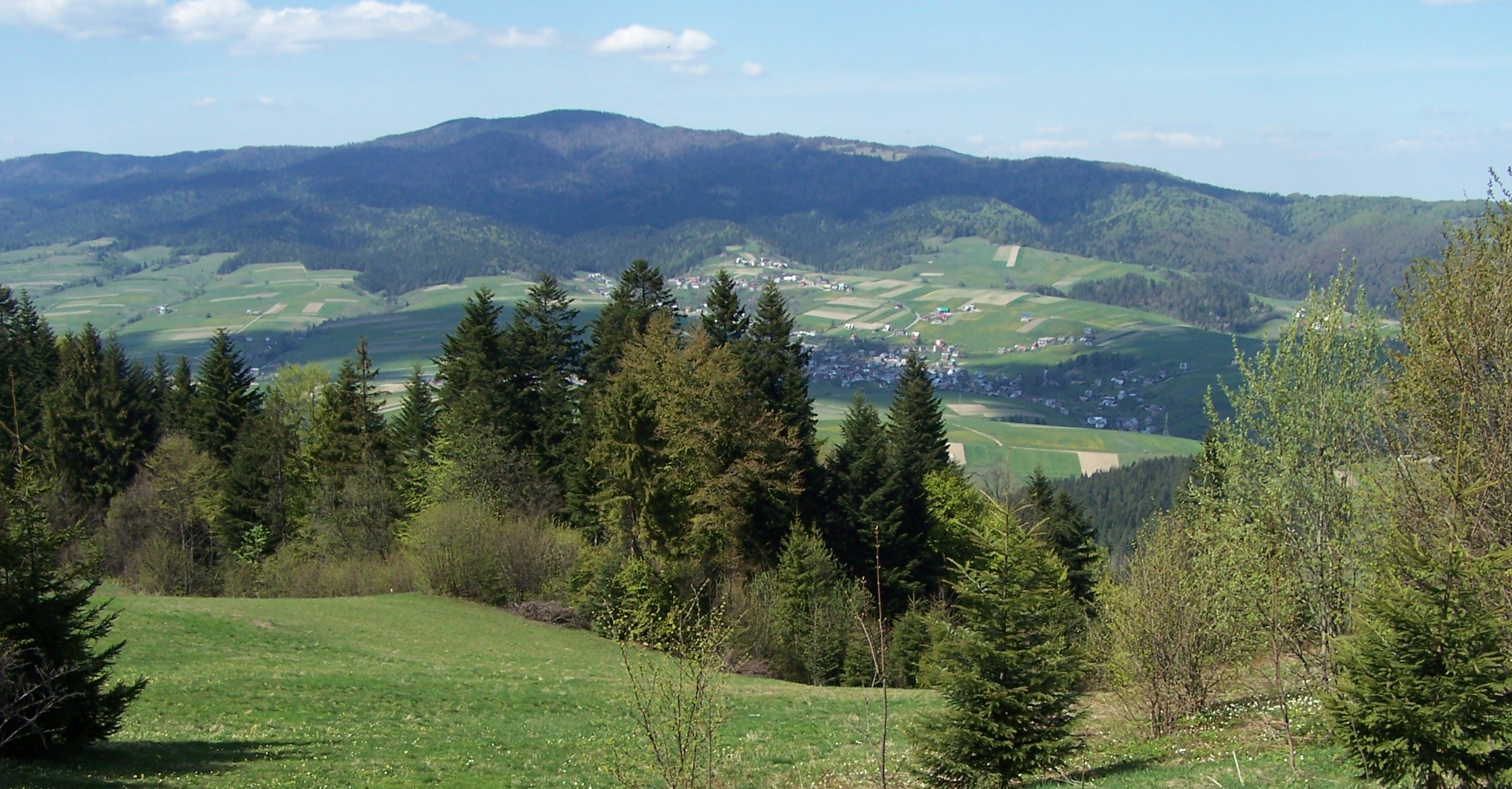
La crête de Lubań vue des Piénines
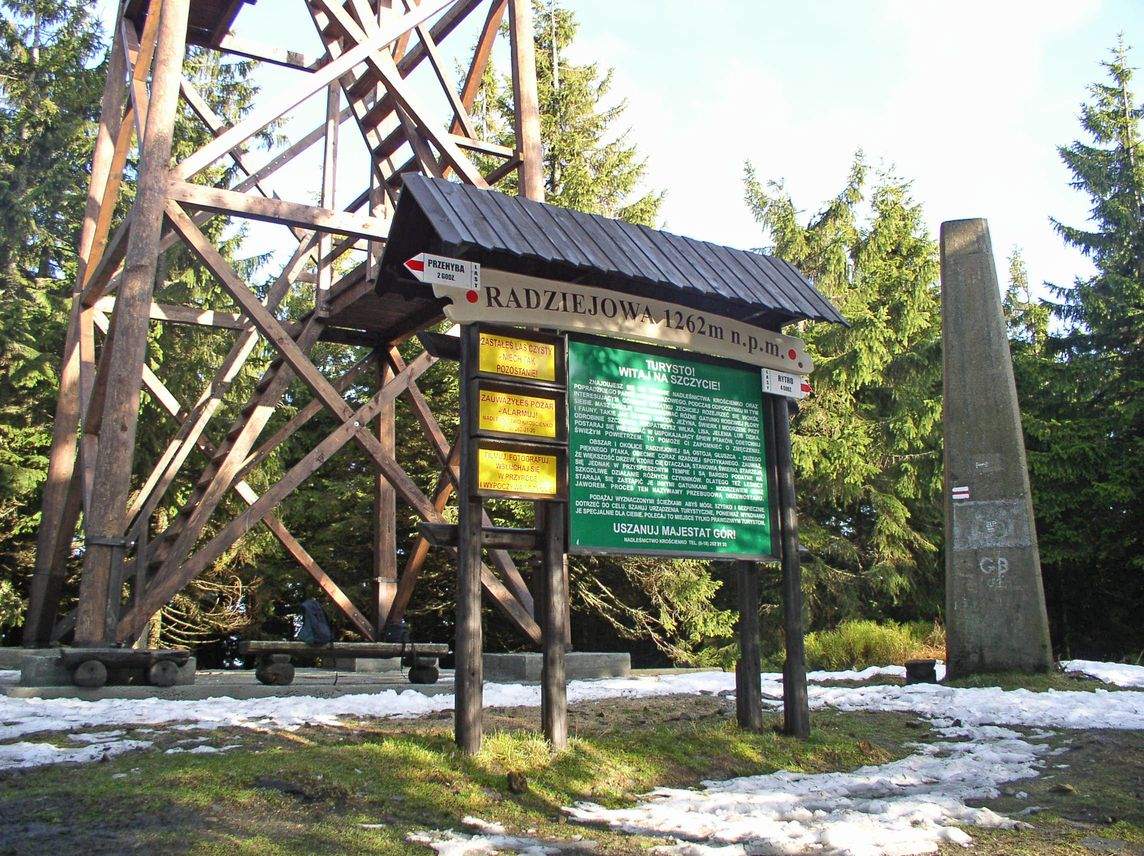
Le sommet de Radziejowa

## Records
Actuellement le temps du parcours le plus court appartient à Maciej Więcek (inov-8 team PL) et fait 114 heures et 50 minutes. Il a réussi à effectuer cet exploit entre le 20-24 juin 2013. Précédemment pendant presque 7 ans ce record appartenait à Piotr Kłosowicz à qui il a fait 168 heures de parcourir le sentier entier en septembre 2006.
Les deux concurrents ont vaincu le GSB de l'orient à l'occident, cependant Piotr Kłosowicz a le fait sans l'équipe soutenante tandis que Maciej Więcek avec le soutien. En 2014 l'ultra marathonien Łukasz Pawłowski a vaincu le sentier dans 158 heures et 7 minutes sans l'équipe soutenante.